# Departamento Puerto Deseado
Puerto Deseado fue un departamento de la Zona Militar de Comodoro Rivadavia, Argentina, existente entre 1944 y 1955.

## Toponimia
Toma el nombre de la ciudad capital del departamento.

## Geografía
El departamento tenía una superficie de aproximadamente 6.957 kilómetros cuadrados y su nombre se debía la ciudad homónima y su cabecera. Limitaba al norte y al este con el océano Atlántico, al oeste el departamento Pico Truncado y al sur con el Territorio Nacional de Santa Cruz.

## Población e historia
En el censo de 1947 tenía una población de 4.174 habitantes (el tercero más poblado de la gobernación militar), de los cuales eran 2.627 hombres y 1.547 mujeres. En cuanto a la población urbana, contaba con 3.392 habitantes, mientras que la población rural estaba compuesta por 782 habitantes.
Desde la disolución de ZMCR en 1955 forma parte del departamento Deseado de la provincia de Santa Cruz.

## Localidades
- Puerto Deseado
- Km 8
- Tellier
- Pampa Alta
- Antonio de Biedma
- Cerro Blanco
- Ramón Lista
- Jaramillo
- Cabo Blanco
- Mazaredo